# 1998年NBA總決賽
1998年NBA總決賽是1997-98 NBA賽季的冠軍爭奪戰。當年東部冠軍芝加哥公牛與西部冠軍猶他爵士進行七場四勝制的賽事。由於兩方在例行賽的戰績爵士更於優秀，所以由爵士隊擁有主場優勢，但最終公牛队以4比2的大比分赢得了整个系列赛，从而获得了1996年開始连续的第三个，也是八年中的第六个总冠军。迈克尔·乔丹亦被选为该赛季NBA总决赛最有价值球员，而1991，1992，1993和1996，1997，1998年六年中皆由公牛隊夺得总冠军，而麥可.喬丹也因其強大的統治力六度獲選總決賽最有价值球员。根據尼爾森的調查，1998年的總決賽收視率是18.7。這個收視率有數個因素，包括傳出米高·佐敦退出籃球員生涯以及公牛队取得了那个时代超越体育领域的声名。
電視直播: NBC伊塞亚·托马斯。

## 晉級
- 芝加哥公牛以4-3总比分击败赢得1998年的东部分区决赛。
- 猶他爵士以4-0总比分击败洛杉磯湖人赢得1998年的西部分区决赛。

## 參賽球員
| 芝加哥公牛     | 猶他爵士           |
| -------------- | ------------------ |
| 主教練： 菲尔· | 主教練： 傑里·斯隆 |
| 迈克尔·乔丹    | 卡爾·馬龍          |
| 斯科蒂·皮蓬    | 傑夫·霍納塞克      |
| 丹尼斯·罗德曼  | 約翰·斯托克頓      |
| 托尼·库科奇    | 拜仁·羅素          |
| 罗恩·哈珀      | 山顿·安德森        |
| 史蒂夫·科尔    | 阿當·基夫          |
| 杰森·卡弗      | 霍華德·艾斯利      |
| 斯科特·布雷尔  | 安东尼·卡尔        |
| 兰迪·布朗      | 格雷格·科士打      |
| 迪基·辛普金斯  | 格雷格·奥斯特塔格  |
| 拉斯蒂·拉鲁    | 基斯·莫里斯        |
| 比尔·温宁顿    | 雅克·沃恩          |
| 裘德·伯克勒    | 特洛伊·哈德森      |
| 乔·科莱尼      | 威廉·甘寧漢        |
| 基斯·布斯      |                    |

## 比賽結果
| 場次  | 日期    | 主場球隊 | 結果       | 客場球隊 |
| ----- | ------- | -------- | ---------- | -------- |
| 第1場 | 6月3日  | 爵士     | 88–85 (OT) | 公牛     |
| 第2場 | 6月5日  | 爵士     | 88–93      | 公牛     |
| 第3場 | 6月7日  | 公牛     | 96–54      | 爵士     |
| 第4場 | 6月10日 | 公牛     | 86–82      | 爵士     |
| 第5場 | 6月12日 | 公牛     | 81–83      | 爵士     |
| 第6場 | 6月14日 | 爵士     | 86–87      | 公牛     |

公牛以4-2勝出
註：OT代表比賽需要進行加時

## 第一、二场
与1997年的总决赛不同的是，虽然公牛和爵士例行赛的戰績同樣都是62勝20負，但爵士在两场例行赛的交锋胜出。赛前很多球评家预测，打满七场的激战或许在所难免。前面二戰在猶他爵士隊的主場鹽湖城的三角洲中心開打。
第一場比賽爵士队在比赛中加时赢球之后，他们被看高一线，然而，第二场比赛中公牛队在第四节的完美表现让整个三角洲中心鸦雀无声，93比88的比分，让他们將總決賽的大比分板平為1:1

## 第三場、四、五場
在第三戰，芝加哥公牛連續三場擁有主場優勢。尽管很多球迷對爵士隊期望很高，但没人能预计到第三场一边倒的比分。最後公牛以96-54大勝爵士隊，兩隊懸殊的比分更刷新nba總決賽最大比分差，爵士隊更成為nba總決賽史上單場得分最低的球隊。
第四戰中爵士隊表現回復穩定，但是公牛隊延續上一場比賽的氣勢仍然以86-82打敗爵士。
爵士隊連續三戰吞敗令許多爵士球迷瞠目，在公牛隊已經領先3-1之下的情況下，爵士隊勢必得拿下第五戰，而芝加哥球迷希望在主場看到公牛隊奪冠的想法都随着迈克尔·乔丹决定比赛胜负的高難度絕殺球不中而灰飞烟灭。使爵士隊最後以83-81勝出。公牛隊雖然3-2領先，不過爵士隊擁有剩餘兩場比賽的主場優勢，使爵士球迷心中再燃起看到家鄉球隊奪冠的希望。

## 第六場
在对公牛队的第六场比赛中，爵士队为赢得胜利而倾注了全部的努力。但是芝加哥公牛不讓賽事進入第七場。總決賽第六場，返回爵士主場舉行。公牛隊一開始即陷入麻煩，斯科蒂·皮蓬在命中开赛的第一球时背部受伤，第一節完結前數分鐘提早下場進行治療，整個上半場都未再上場，使公牛隊在進攻與防守上都面臨了麻煩，第一節公牛曾以17：8領先9分，但柏賓下場接受治療後，第一節完結時公牛反落後22：25。進攻上公牛隊由喬丹與庫科奇苦撐大局。而爵士队在進攻上有斯托克頓掌握節奏而成效良好，但有一球則是霍華德·艾斯利在進攻時間即將到點時危險出手的，电视回放显示霍華德·艾斯利三分球出手时进攻时间尚未结束，而裁判却误判了此球。但即便如此爵士隊依舊掌握上半場比賽進攻的良好節奏。在上半場比賽結束時喬丹整個上半場已經砍下了23分，而馬龍也得到了20分，但兩隊比分為45-49，由爵士隊領先4分進入下半場。 
在下半場比賽中，皮朋已經調整完畢重新回到場上打球，但因為背傷所以在得分上無法有太大貢獻，當比赛進入了第四节兩隊的比分依舊激烈的互咬，当比赛还剩41.3秒时，约翰·斯托克顿投中了关键的三分球，使爵士队以86比83领先，三角洲中心气氛顿时被引爆。也逼迫禪師.傑克森迅速在場邊喊出暫停，公牛队只剩一线生机，喬丹已經砍下41分，体能状态岌岌可危，而皮朋整場比賽也因為背傷而無法良好的完全進入比賽，因此在加时赛之前赢得系列赛至关重要。 
在暫停結束之後，公牛隊發前場邊線球，將球傳到了迈克尔·乔丹手上，喬丹在三分線接到球即踩出第一步切入籃下上篮命中，將爵士队领先优势缩小到一分之后，比賽還有三十八秒，公牛队需要在不犯規的情況下阻止对手再次得分。当约翰·斯托克顿将球传给卡尔·马龙时，迈克尔·乔丹断下球并运至前场。防守他的是爵士隊出色防守球員拜伦·拉塞尔，乔丹运球至三分线内，做了一个快速交叉运球將羅素晃倒在地，在离篮框20英尺处跳起投篮命中，此球亦成為麥可.喬丹生涯中最偉大的影像，也使公牛隊在餘下5.2秒時領先87-86。暫停過後，爵士隊前場發球將球傳到约翰·斯托克顿手上，斯托克頓接到球後即在三分線外一大步跳投，但三分球射失，比賽至此也無懸念，喬丹著名的胜利一投已经名垂千古，公牛隊也贏得八年來第六個總冠軍。

## 总决赛语录
|  | 距离第七场比赛，或者说距离第六座总冠军还有17秒，乔丹，命中，公牛队领先。爵士队请求暂停，还有5.2秒，迈克尔·乔丹的45分让其不可阻挡。 - NBC's 鮑伯·柯斯塔斯对迈克尔·乔丹的胜利一投的评论 |

|  | 如果这是迈克尔·乔丹最后的影像，那么这将是多么伟大阿！？ - 鲍勃·科斯塔斯 |

|  | All that's missing for Utah is a blindfold and a cigarette - Bob Costas on Chicago's blowout of Utah in Game 3. |

|  | 马龙……被迈克尔拌了一下，摔倒了，乔丹断球了！乔丹断球了！还剩16秒，公牛队落后一分。迈克尔面对拉塞尔，12秒……11……10。乔丹，运球，交叉……出手……球进了！球进了！公牛队87比86领先，还剩5.2秒，他们就差一步了。噢，我的天哪。噢，我的天哪。 尼尔·芬克在公牛队广播网中评论乔丹的断球和决胜球 |

## 逸事
- 公牛队获得的第二次三连冠与其第一次三连冠拥有相似的过程，两次系列赛中都以3比1领先，在芝加哥输了第五场，并在第六场客场比赛中赢得系列赛。第一次三连冠是1993年NBA总决赛对阵凤凰城太阳队。
- 自1991年起，公牛队在夺冠路上仅打过两次第七场比赛，包括今年东部决赛在擊敗印第安纳步行者队，還有1992年东部半决赛，公牛队在芝加哥球馆的第七场比赛中击败了纽约尼克斯队。
- 斯科蒂·皮蓬和迈克尔·乔丹是所有六次公牛冠军队的成员。

## 外部連結
NBA官方網站：
- 1998年NBA總決賽結果
- 1998年NBA總決賽賽後報告
- Michael Jordan在第六場的最後一個投射

互聯網上的其他網站：
- 1998年NBA總決賽總結
- 1998年NBA總決賽重要時刻
- Michael Jordan在第六場的最後一個投射（页面存档备份，存于）
- Michael Jordan的事件（页面存档备份，存于）
- 1998年NBA總決賽討論（页面存档备份，存于）
- NBA on NBC的報導（页面存档备份，存于）
- Nike廣告上的最後一個投射（页面存档备份，存于）